# Rubidium-82
Rubidium-82 of 82Rb is een radioactieve isotoop van rubidium. De isotoop komt van nature niet op Aarde voor.
Rubidium-82 ontstaat onder meer door radioactief verval van strontium-82.

## Radioactief verval
Rubidium-82 vervalt door β+-verval naar de stabiele isotoop krypton-82:
{\displaystyle {\ce {{^{82}_{37}Rb}->{^{82}_{36}Kr}+{e^{+}}+{\nu }_{e}}}}
De halveringstijd bedraagt 1,27 minuten.

## Medische toepassing
Rubidium-82 wordt gebruikt voor medische diagnostiek in PET-scanners. Het is een alkalimetaal en als het toegediend wordt aan een patiënt, kan het (chemisch enigszins vergelijkbare) kalium deels vervangen in de hartspier, en daar kan de betastraling gedetecteerd worden. Doordat deze isotoop zeer kortlevend is, wordt het vanuit de fabriek aangeleverd als strontium-82, dat relatief stabiel is, en waaruit dan het vervalproduct rubidium-82 kan worden 'geoogst'.
De eerste Sr-82 - Rb-82 generatoren werden in 1989 gelanceerd door Bracco Diagnostics.
71Rb · 72Rb · 72mRb · 73Rb · 74Rb · 75Rb · 76Rb · 76mRb · 77Rb · 78Rb · 78mRb · 79Rb · 80Rb · 80mRb · 81Rb · 81mRb · 82Rb · 82mRb · 83Rb · 83mRb · 84Rb · 84mRb · 85Rb · 86Rb · 86mRb · 87Rb · 88Rb · 89Rb · 90Rb · 90mRb · 91Rb · 92Rb · 93Rb · 93mRb · 94Rb · 95Rb · 96Rb · 96mRb · 97Rb · 98Rb · 98mRb · 99Rb · 100Rb · 101Rb · 102Rb · 103Rb